# Metropolitní město Reggio Calabria
Metropolitní město Reggio Calabria (Città metropolitana di Reggio Calabria) je italský správní celek druhé úrovně v regionu Kalábrie. Vzniklo ze stejnojmenné provincie v roce 2015. Sousedí na severu s provincií Catanzaro a Vibo Valentia. Její břehy omývá na západě Tyrrhenské moře a na východě Jónské moře.

## Okolní provincie
| Růžice kompasu |                                 | Vibo Valentia                      | Catanzaro | Růžice kompasu |
| Růžice kompasu | Messina (přes Messinskou úžinu) | Sever                              |           | Růžice kompasu |
| Růžice kompasu | Messina (přes Messinskou úžinu) | Metropolitní město Reggio Calabria |           | Růžice kompasu |
| Růžice kompasu | Messina (přes Messinskou úžinu) | Jih                                |           | Růžice kompasu |
| Růžice kompasu |                                 |                                    |           | Růžice kompasu |